# Eierkocher

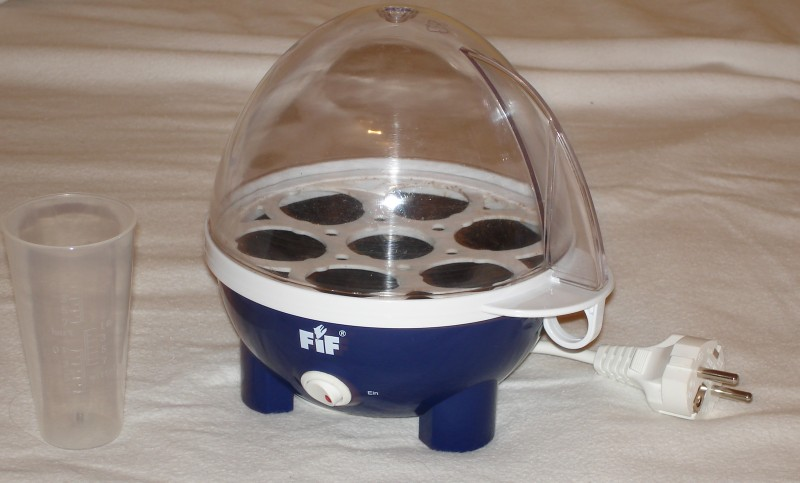
Elektrischer Eierkocher aus dem Jahre 2007 für bis zu sieben Eier (links daneben der zugehörige Wassermessbecher)

Ein Eierkocher ist ein elektrisches Küchengerät zum Eierkochen. In Deutschland werden derartige Geräte mindestens seit 1930 angeboten. Daneben gibt es auch nicht-elektrische Kocher, die für den Mikrowelleneinsatz gedacht sind.

## Beschreibung

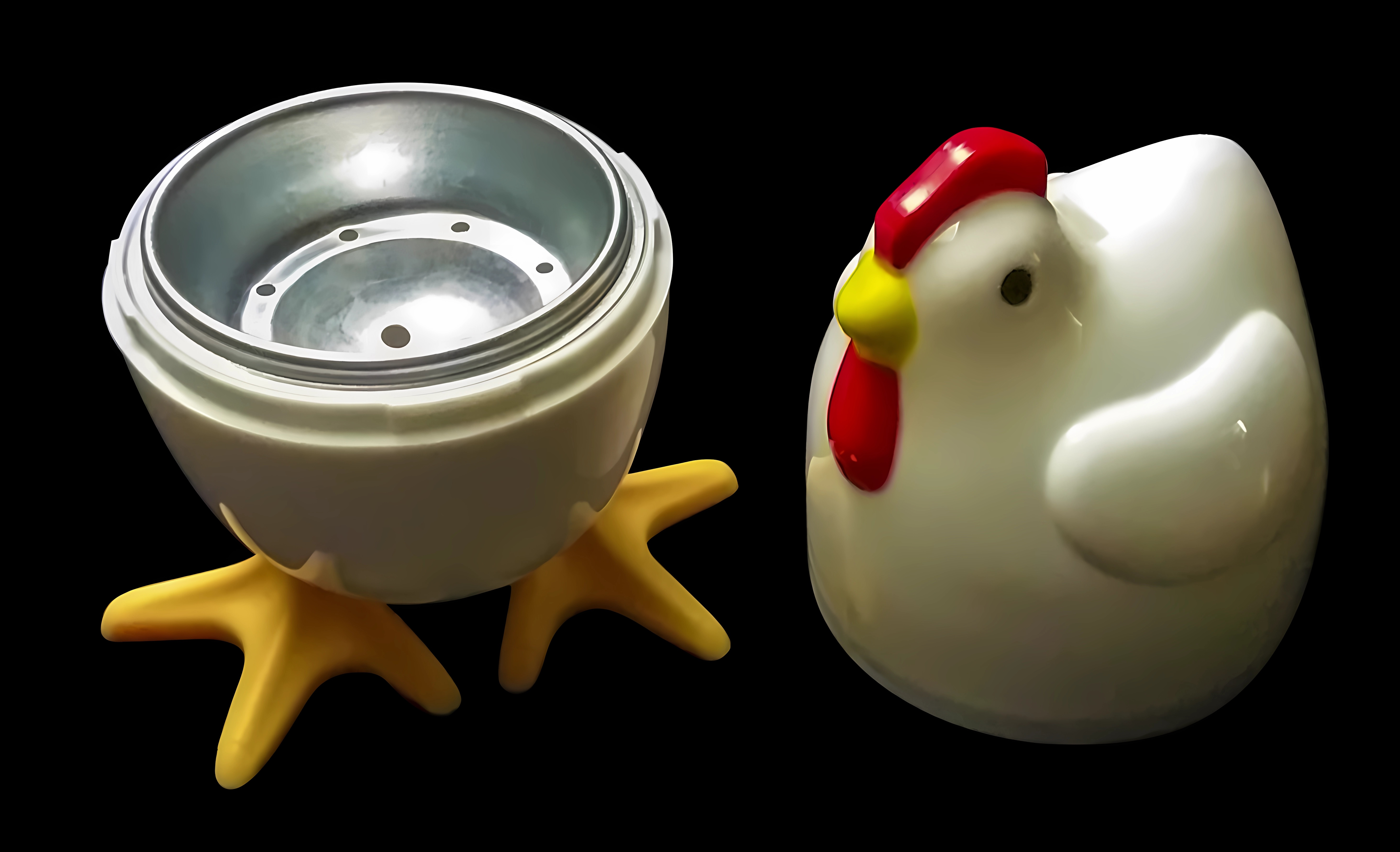
Eierkocher für die Mikrowelle (Modell für ein einzelnes Ei)

Hilfsmittel zum Eierkochen dienen dazu, Eier im gewünschten Härtegrad zu kochen. Dazu dienen die seit langem bekannten Eieruhren, aber auch halb- und vollautomatische Eierkocher für Spiritusbrenner, für Gasherde oder für das Stromnetz. In neuerer Zeit werden auch Hilfsmittel zum Eierkochen in der Mikrowelle angeboten.

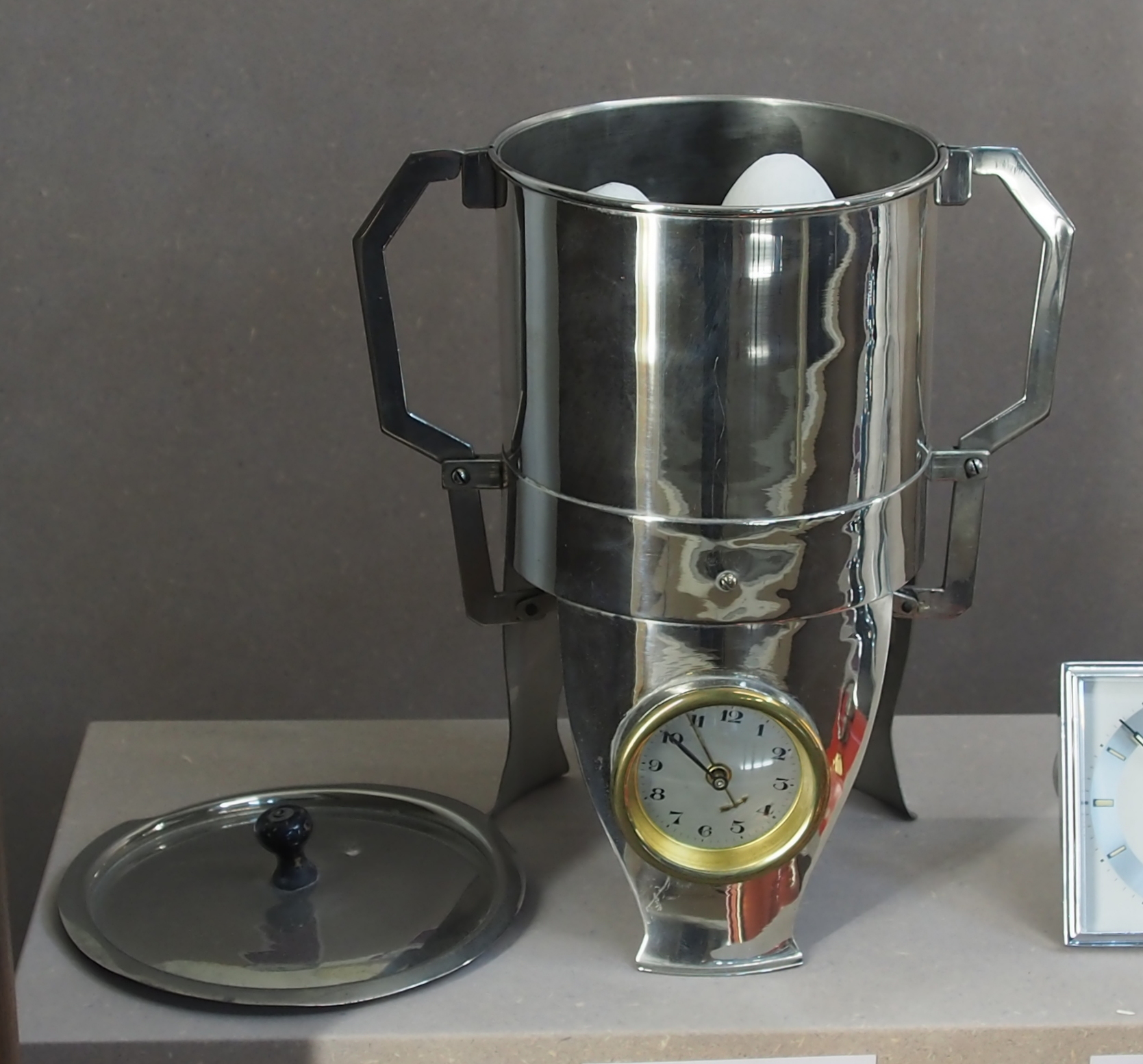
Eierkochtopf aus dem Jahre 1932 mit eingebauter Uhr

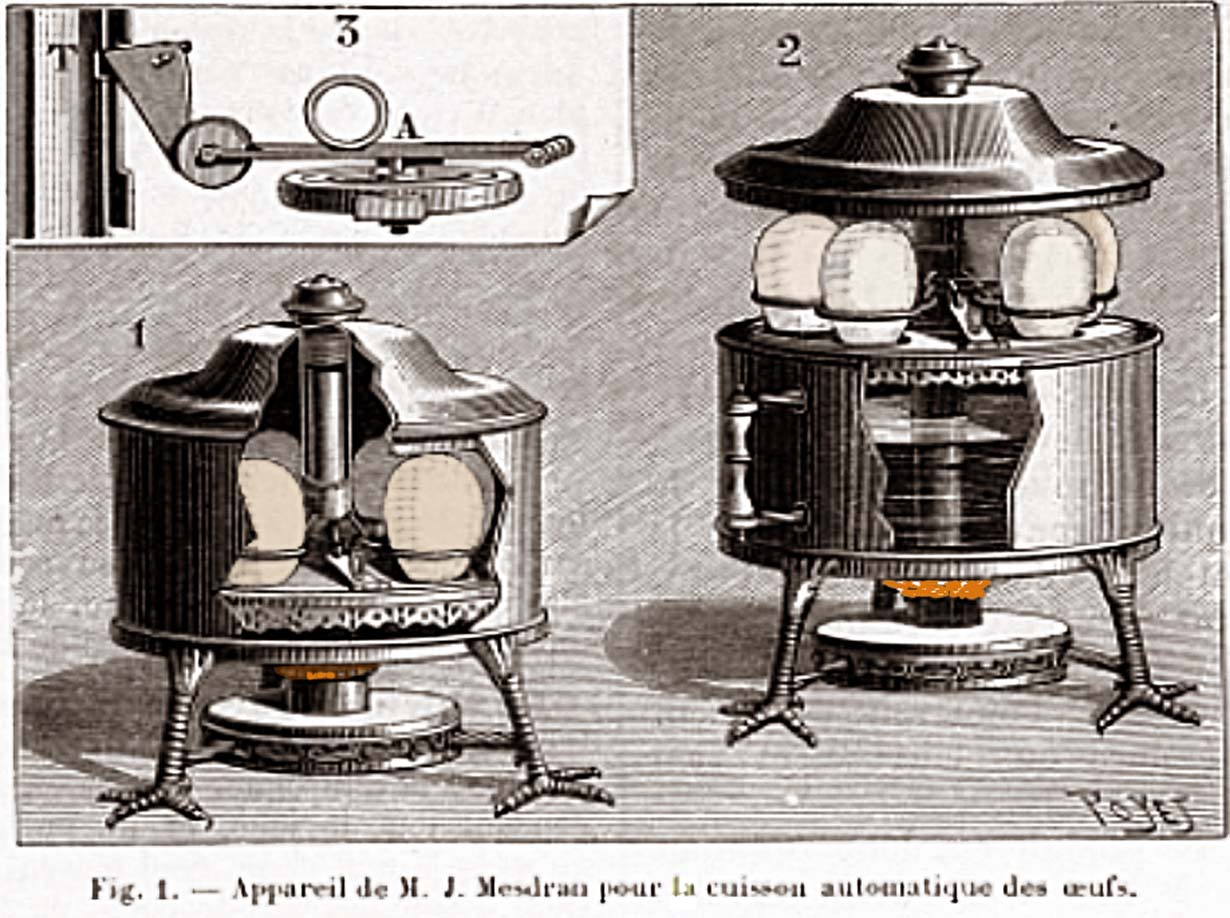
Automatischer Eierkocher aus dem Jahre 1892 mit Spiritusflamme

Das dominierende Prinzip sind elektrische Geräte, die eine definierte Wassermenge verdampfen, die an der kälteren Oberfläche der Eier kondensiert. Die dabei freiwerdende Kondensationsenthalpie des Wassers gart die Eier. 
Ein elektrischer Eierkocher besteht aus einem Heizgerät, in dem Wasser verdampft wird, einem Eieraufsatz, in den die Eier gelegt werden, sowie einem Deckel, der auf der Oberseite eine Öffnung zum Entweichen des Wasserdampfes besitzt und als Spritz- und Hitzeschutz dient.
Die Kochzeit und damit die Eihärte wird über die eingebrachte Wassermenge in Abhängigkeit von der Anzahl der Eier oder über eine Zeitschaltuhr eingestellt.
Es gilt folgender thermodynamischer Zusammenhang: Für ein Ei wird mehr Wasser und Energie benötigt als für fünf Eier. Dieser auf den ersten Blick paradoxe Zusammenhang (naheliegend wäre die Vermutung, für mehr Eier benötige man mehr Wasser und Energie) kann durch die Kondensationsoberfläche der Eier erklärt werden. Je mehr kühle Ei-Oberfläche vorhanden ist, umso mehr des verdampften Wassers kondensiert und fließt zurück in die Heizzone. Andererseits entweicht mehr ungenutzter Dampf, wenn weniger kalte Ei-Oberfläche vorhanden ist – es muss für das gleiche Ergebnis mehr Wasser zur Verfügung stehen.
Nach diesem Prinzip arbeitende Eierkocher besitzen unter der Heizschale einen Temperaturschalter, der die elektrische Heizung abschaltet, sobald alles Wasser verkocht ist und die Temperatur über 100 °C steigt. Durch einen Summer, der den Schalter überbrückt, wird ein Signalton ausgelöst. Um ein Wiedereinschalten der Heizung nach Abkühlung zu verhindern, muss das Gerät ausgeschaltet werden.  
Bei der Steuerung über die Wassermenge ist die Garzeit kürzer und es wird weniger Energie benötigt. Nach dem Kochen verbleibt kein Wasser im Gerät. Das Prinzip führt zu einem automatischen Kompensationseffekt bezüglich Ei-Größe und Ei-Ausgangstemperatur.
Geräte mit Zeitsteuerung verwenden ebenfalls das Dampfgaren, die Wassermenge muss jedoch nicht genau dosiert werden. Man kann zwischendurch Eier entnehmen, wenn man weiche und harte Eier haben will. Die Garzeit muss an die Ei-Größe und dessen Ausgangstemperatur angepasst werden.
Besonders energieeffizient sind Eierkocher, die über die Wassermenge gesteuert werden, da bei ihnen am wenigsten Wasser erhitzt werden muss.
Sehr energieeffizient sind auch Eierkocher, die in die Mikrowelle gestellt werden können. Durch den geringen Energie- und Wasserbedarf lässt sich auch effektiv ein einzelnes Ei schnell zubereiten. Daneben gibt es auch Mikrowellenkocher, die zum Beispiel vier Eier gleichzeitig kochen.